# Saturn IB
Saturn IB (udtales "Saturn et b") er en amerikansk løfteraket, der fra 1966 til 1975 blev benyttet af NASA. Det var en opgraderet version af Saturn I, hvor det andet trin S-IV med seks svage RL10-motorer blev udskiftet til S-IVB med én enkelt, kraftig Rocketdyne J-2-raketmotor, som var i stand til at opsende et delvist optanket Apollo kommando/servicemodul, eller et fuldt optanket Apollo månelandingsmodul i lavt jordkredsløb LEO ((engelsk): Low Earth Orbit) med det formål at teste disse moduler før en Saturn V, som skulle benyttes til månemissionerne var klar. 
S-IVB var også tredjetrinnet på Saturn V, og ved at benytte S-IVB som det øvre trin på Saturn IB-raketten, kunne NASA afprøve S-IVB i rummet. Den eneste større forskel på de to raketters brug af S-IVB, var at Saturn V indledningsvis kun brugte en del af brændstoffet i trinnet, for dernæst at genstarte trinnet med det formål at sende Apollo kommando/servicemodulet og månelandingsmodulet i et fælles kredsløb omkring Jorden og Månen. 
Saturn IB opsendte to ubemandede suborbitale testflyvninger af kommandomodulet, en ubemandet testflyvning af månelandingsmodulet i jordkredsløb, og den første bemandede flyvning af kommando/servicemodulet i jordkredsløb (oprindeligt planlagt som Apollo 1, men senere fløjet som Apollo 7). Den opsendte også en kredsløbsmission uden nyttelast, således S-IVB-trinnet kunne være fuld tanket, og dermed have flydende hydrogen til overs, således man kunne undersøge hvordan flydende hydrogen opførte sig i vægtløshed, et nødvendigt eksperiment når trinnet senere skulle genstartes ved månemissionerne. 
I 1973, året efter at Apollo-programmet afsluttedes, blev tre Saturn IB benyttet til at transportere besætninger til rumstationen Skylab, og i 1975 opsendtes den sidste Saturn IB til den fælles sovjetisk-amerikanske rummission Apollo-Sojuz-testprogrammet. 
En ekstra Saturn IB med et fempersoners Apollo-kommandomodul blev bygget til en evt. redningsmission til Skylab, men en sådan mission blev aldrig fløjet.

## Specifikationer
Dataene stammer fra Apollo 7
| Data                         | Første trin - S-IB | Andet trin - S-IVB | Instrumentmodul | Total løfteraket | Apollomodul           | Total      |
| ---------------------------- | ------------------ | ------------------ | --------------- | ---------------- | --------------------- | ---------- |
| ID                           | S-IB-5             | S-IVB-205          | S-IU-205        | SA-205           | CM-101/SM-101         | AS-205     |
| Højde                        | 24,45 m            | 17,80 m            | 0,91 m          | 43,16 m          | 10,97 m               | 68,12 m    |
| Diameter, base               | 6,55 m             | 6,60 m             | 6,60 m          | 6,55 m           | 3,91 m                | 6,55 m     |
| Diameter, top                | 6,60 m             | 6,60 m             | 6,60 m          | 6,60 m           | 3,91 m                | 3,91 m     |
| Vægt, tom                    | 38.342 kg          | 9.912 kg           | 1.934 kg        | 52.702 kg        |                       |            |
| Vægt, total ved opsendelse   | 450.831 kg         | 116.357 kg         | 1.934 kg        | 572.116 kg       | 20.553 kg             | 592.670 kg |
| Motorer                      | 8x Rocketdyne H-1  | 1x Rocketdyne J-2  |                 |                  | Aerojet AJ-10         |            |
| Brændstof                    | RP-1               | LH2                |                 |                  | Hydrazin              |            |
| Vægt, brændstof              | 125.600 kg         | 18.102 kg          |                 |                  | 8.634 kg (inkl. N2O2) |            |
| Iltningsmiddel               | LOX                | LOX                |                 |                  | N2O2                  |            |
| Vægt, iltningsmiddel         | 286.353 kg         | 87.693 kg          |                 |                  |                       |            |
| Normeret løfteevne pr. motor | 889.644 N          | 889.644 N          |                 |                  | 91.981 N              |            |
| Normeret løfteevne i alt     | 7.117.154 N        | 889.644 N          |                 |                  | 91.981 N              |            |
| Faktisk løfteevne            | 7.759.477 N        | 924.349 N          |                 |                  |                       |            |
| Producent                    | Chrysler           | Douglas            | IBM             |                  | North American        |            |

## Opsendelser
- AS-201 – suborbital flyvning (26. feb. 1966)
- AS-203 – genstart af S-IVB (5. juli 1966)
- AS-202 – suborbital flyvning (25. aug. 1966)
- Apollo 5 – ubemandet månelander i lavt jordkredsløb (22. jan. 1968)
- Apollo 7 – bemandet kommando-/servicemodul i lavt jordkredsløb (11. okt. 1968)
- Skylab 2 – 1. besætning (25. maj 1973)
- Skylab 3 – 2. besætning (28. juli 1973)
- Skylab 4 – 3. besætning (16. nov. 1973)
- Apollo-Sojuz-testprogrammet (15. juli 1975)